# محطة قطار لهافيم – رهط
محطة قطار لِهافيم – رَهَط (بالعبرية: תחנת הרכבת להבים – רהט) هي واحدة من محطات القطار في شبكة خطوط السكك الحديدية الإسرائيلية التي تقع على خط نهاريا – بئر السبع. اُفتتحت المحطة في عام 2007 وتخدم بلدة لهافيم ومدينة رهط في جنوبي إسرائيل.

## تاريخ
في عام 2004 نُشرت المناقصة الخاصة ببناء المحطة، في نقطة كانت توجد فيها بالفعل محطة قطار تشغيلية. بعد أن قدم مجلس لهافيم العديد من الطلبات لإنشاء محطة قطار للركاب في المكان. بدأ بناء المحطة في عام 2005 وافتتحت في 24 يونيو 2007. في الشهر الأول من تشغيل المحطة نظم سكان مدينة رهط المجاورة مظاهرات لتغيير اسم المحطة من "لهافيم" إلى "لهافيم – رهط". استجابت شركة قطار إسرائيل لطلب السكان وغيرت اسم المحطة للاسم الحالي في 27 أغسطس 2007.

## تصميم
يوجد في المحطة ثلاث سكك حديدية ورصيفين جانبين، سكتين متجاورتين للأرصفة وسكة ثالثة غير نشطة كان من المفترض استخدامها لقطارات الشحن ولتجاوز القطارات المتوقفة في المحطة لكنها لم تكتمل.

## خطوط

### قطارات
تتوقف في المحطة القطارات على خط نهاريا - حيفا - تل أبيب - بئر السبع كل ساعة في كل اتجاه.

### حافلات
توجد عدة خطوط حافلات تمر بالقرب من المحطة وتربطها بلهافيم ورهط والمناطق المحيطة. جميع هذه الخطوط غير متاحة لاستخدام الأشخاص من ذوي الإعاقة.
| الشركة     | الخط | المسار | ملاحظات إضافية                   |
| ---------- | ---- | --- | -------------------------------- |
| غَلِيم       | 41   | محطة القطار - رهط - شوفال                                                                                           | الخط متزامن مع أوقات وصول القطار |
| غَلِيم       | 42   | محطة القطار - رهط - مِشمَار هَنيغِف                                                                                     |                                  |
| دان بَداروم | 47   | محطة القطار - لهافيم - بئر السبع                                                                                    |                                  |
| دان بَداروم | 57   | بئر السبع - محطة القطار - إِدْفِير - لَهَاف - شُومْرِيَاه - معسكر شومرياه                                                    |                                  |
| متروبولين  | 400  | محطة القطار - تقاطع لهافيم - تقاطع حورة - تقاطع كسيفة - تقاطع عراد - المحطة المركزية عراد - إِنْفِيه زوهار - عين بوكيك |                                  |
| غليم       | 423  | رهط - محطة القطار - مبدل اللقية - مبدل ميتار - حورة - كسيفة                                                         |                                  |
| غليم       | 425  | رهط - محطة القطار - مبدل اللقية - اللقية - مبدل ميتار - تل السبع                                                    |                                  |